# همیشه بهار است
همیشه بهار است (ایتالیایی: È primavera) یک فیلم درام ایتالیایی به کارگردانی رناتو کاستلانی است که در سال ۱۹۵۰ منتشر شد.

## داستان
بپه آگوستی، جوانی اهل فلورانس، یتیم و شاگرد نانواست که به‌دلیل رفتار گرم، خوش‌مشربی و سادگی‌اش، به‌ویژه در میان دختران خدمتکار، بسیار محبوب است. او به خدمت سربازی فراخوانده می‌شود و به شهر کاتانیا اعزام می‌گردد. در آنجا با سربازی اهل سیسیل به نام کاوالوچو دوست می‌شود و به‌عنوان همراه او در دیدارهایش با نامزدش، ماریا آنتونیا، که پیشخدمت خانه یک وکیل مشهور است، او را همراهی می‌کند.
پس از مدتی، کاوالوچو به‌دلیل بی‌انضباطی شدید زندانی و سپس به مکان دیگری منتقل می‌شود. ماریا آنتونیا از این اتفاق غمگین می‌شود، اما بپه با مهربانی و دلجویی از او، به‌تدریج دل ماریا را به دست می‌آورد و این دو عاشق هم می‌شوند و ازدواج می‌کنند.
مدتی بعد بپه به میلان منتقل می‌شود و در آنجا احساس تنهایی می‌کند. او با زنی جدید به نام لوسیا آشنا می‌شود و بدون آن‌که بگوید قبلاً ازدواج کرده، بار دیگر ازدواج می‌کند. اما ماریا آنتونیا پس از آنکه می‌فهمد گروه همسرش از خدمت مرخص شده‌اند، مشکوک می‌شود و به میلان می‌رود. وقتی حقیقت را کشف می‌کند، از شدت خشم سعی می‌کند بپه را بکشد، اما چاقو از دستش می‌افتد.
در ادامه، ماجرا به دادگاه کشیده می‌شود و تصمیم نهایی این است که ازدواج دوم باطل و بی‌اعتبار است. در پایان، بپه و ماریا آنتونیا با دل‌هایی آرام و رابطه‌ای ترمیم‌شده به کاتانیا بازمی‌گردند.

## بازیگران
- ایرنه جنا
- النا وارتسی
- رناتو بالدینی
- ماریو آنجلوتی
- دون دوناتی
- اِتوره یانتی
- گراتسیا ایدونئا